# Кртола
Кртола, гомољ или тубер (лат. tuber), је тип метаморфозе стабла или корена, на основу чега се и деле на стаблове и коренске кртоле.
Кртоле су тип увећане структуре која се користи као орган за складиштење хранљивих материја у неким биљкама. Користе се за перенацију биљке (преживљавање зиме или сушних месеци), за обезбеђивање енергије и хранљивих материја за поновни раст током следеће вегетације и као средство за асексуалну репродукцију. Стабљичасте кртоле формирају задебљане ризоме (подземне стабљике) или столоне (хоризонталне везе између организама); добро познате врсте са стабљичним кртолама укључују кромпир и јам. Неки писци такође третирају модификоване бочне корене (коренске кртоле) под овом дефиницијом; оне се налазе у слатком кромпиру, касави и далијама.

## Терминологија
Израз потиче од латинског tuber, што значи „кврга, испупчење, оток“.
Неки писци дефинишу термин „кртола“ да означава само структуре изведене из стабљика; други користе термин за структуре изведене из стабљика или корена.

## Стабљичне кртоле
Стабљичне кртоле настају интензивним примарним или секундарним дебљањем хипокотила (праве стаблове кртоле), или се развијају из једне или више интернодија изданка. Најчешће функције кртола су складиштење резервних материја (првенствено скроба), преживљавање неповољних услова средине и размножавање.
Праве стаблове кртоле се развијају код појединих једногодишњих (циклама) и двогодишњих биљака (ротквица, цвекла). Кртола која настаје од интернодија стабла може се уочити код келерабе. Кртоле кромпира настају на крајевима плагиотропних подземних интернодија (столона, врежа) а служе за складиштење скроба и размножавање.
Кртоласте бегоније, јам, и цикламе су кртоласте стабљике који се обично узгајају. Мињонетска лоза (Anredera cordifolia) производи ваздушне стабљичне кртоле на лозама од 3,5—7,5 m-tall (12—25 ft); те кртоле падају на земљу и расту. Plectranthus esculentus, из породице нане Lamiaceae, производи гомољасте подземне органе из основе стабљике, тежине до 1,8 kg (3 lb 15 oz) по кртоли, формирајући се од пазушних пупољака који производе кратке столоне који прерастају у кртоле. Иако се махунарке обично не повезују са формирањем стабљичних кртола, Lathyrus tuberosus је пример. Он је пореклом из Азије и Европе, где се некада гајио као усев.

### Кромпири
Кромпири су кртоласте стабљике - увећани столони се згусну да би се развили у складишне органе.

## Коренске кртоле
Коренске кртоле настају задебљавањем латералних коренова и задржавају њихове анатомске карактеристике (присуство коренске капе, непостојање лисних заметака).
Коренске кртоле су вишегодишњи органи, задебљани корени који складиште хранљиве материје током периода када биљка не може активно да расте, што омогућава преживљавање из године у годину. Масивно проширење секундарних корена које типично представља слатки кромпир има унутрашње и спољашње структуре ћелија и ткива нормалног корена; они производе адвентивне корене и стабљике, који опет производе адвентивне корене.
У коренским кртолама нема чворова и интернодија или редукованих листова. Проксимални крај кртоле, који је био причвршћен за стару биљку, има ткиво круне које производи пупољке који расту у нове стабљике и лишће. Дистални крај кртоле нормално производи немодификоване корене. Код стабљичних кртола редослед је обрнут, при чему дистални крај производи стабљике. Коренске кртоле су двогодишње у трајању: биљка производи кртоле прве године, а на крају вегетације изданци често одумиру, остављајући новонастале кртоле; следеће сезоне раста, кртоле дају нове изданке. Како изданци нове биљке расту, ускладиштене резерве кртоле се троше на производњу новог корена, стабљика и репродуктивних органа; свако преостало коренско ткиво умире истовремено са регенерацијом биљке следеће генерације кртола.
Дневни љиљан Hemerocallis fulva и извесни број хибрида љиљана имају велике коренске кртоле; H. fulva се шири подземним столонима који се завршавају новом лепезом која пушта корење које производи дебеле кртоле, а затим шаље још столона.
Коренске кртоле, заједно са другим ткивима за складиштење које производе биљке, конзумирају животиње као богат извор хранљивих материја. Коренске кртоле стрелолиста из рода Sagittaria једу патке.